# Наступ
На́ступ, офензи́ва (заст.) — вид бойових дій, який застосовується з метою розгрому противника та заволодіння важливими районами. Він полягає в ураженні противника всіма засобами, які є, у рішучій атаці, стрімкому просуванні підрозділів углиб його бойових порядків, знищенні та взятті у полон живої сили, захопленні озброєння, техніки та намічених районів (рубежів).
Під час наступу сторона, що наступає, намагається завдати максимальної шкоди обороні противника і позбавити його можливості чинити опір атаці. Наступ виявляється у знешкоджені головних опорних точок сторони, що обороняється, і встановленні свого контролю за певною територією, що раніше перебувала під контролем противника. Сторона, що наступає, визначає для себе які об'єкти супротивника доцільніше знищити, а які захопити цілими чи з незначними пошкодженнями. Успішність наступу залежить від багатьох чинників, серед них — талант командувача, співвідношення військових сил, стратегій, тактик, бойового духу, ресурсів сторін.

## Загальна характеристика наступу

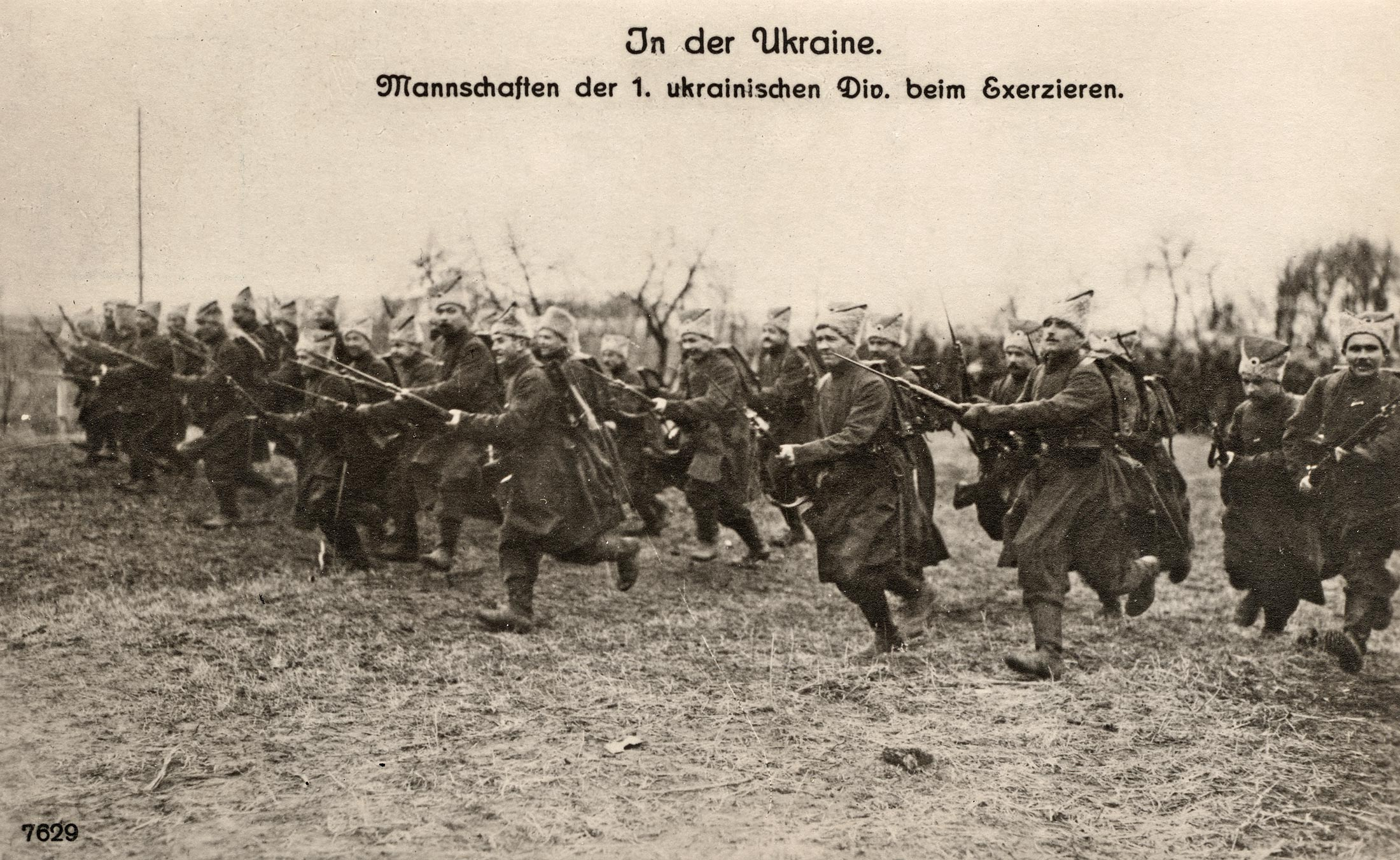
Українські війська йдуть у наступ 1918 рік

Наступ полягає в планомірному завданні супротивникові ударів різними бойовими засобами на суші, в повітрі і на морі, знищенні основних угрупувань його військ і рішучому використанні досягнутого успіху шляхом стрімкого просування своїх військ, охопленні супротивника. Масштаб наступу може бути стратегічним, оперативним і тактичним.
Наступ найчастіше починається після успішного ведення оборони. В процесі наступу війська захоплюють ініціативу і нав'язують свою волю супротивникові. Метою наступу є досягнення певних військових цілей, для закріплення якого проводять перехід до оборони.
Різновидами наступу в оперативному і тактичному масштабах є зустрічний бій, переслідування, а в стратегічному і оперативно-стратегічному масштабах — контрнаступ, повітряний наступ.
Під час наступу треба організувати застосування засобів наступу так, щоби він відбувався у найвигіднішому становищі для наступальної та найменш вигідному, для сторони що обороняється. Для цієї мети в наступі застосовуються: 1) вміле користування місцевістю і вогнем 2) швидкість руху 3) правильне витрачання сил. 
Переваги наступу перед обороною:
- Наступальна сторона обирає найсприятливіше місце і час атаки, натомість сторона яка обороняється, повинна прийняти бій в будь-якому випадку, навіть якщо вона воліє не брати участь у бою.

- Наступальна сторона може зосередитися і атакувати на обмеженому просторі, водночас сторона що обороняється, повинна готуватися до відбиття удару де завгодно, по всій протяжності фронту до того-ж значно розпорошуючи сили.

- Наступальна сторона може обирати те, які цілі захоплювати і в яку мить нападати, тоді як сторона котра обороняється ніколи не впевнена — що саме зробить нападник.

Резерв військ противника у глибині і вогнева підтримка підрозділів, що обороняються, являють собою найбільшу загрозу військам котрі атакують. Це тому, що резерв сторони, що обороняється, може достатньо ефективно підсилити оборону на тому відрізку фронту який піддається атаці. Водночас щільний вогонь артилерії здатен завдати великої шкоди військам що наступають, і ця шкода буде тим більшою чим щільнішими бойовими порядками будуть наступати підрозділи які атакують. Сторона, що атакує, має здійснити розвідку і знати точно про кількість і розташування резерву сторони котра обороняється. 
За сучасних умов — через різко збільшену потужність, високу точність, далекобійність, швидкодію засобів ураження і рухливість бойових підрозділів, відпадає потреба завчасного зосередження ударних угруповань в безпосередній близькості від переднього краю оборони противника. Таке скупчення стає навіть ризикованим оскільки виникає велика небезпека масованого вогневого ураження військ противником, зокрема з застосуванням РСЗВ, авіаційних бомб і тактичних ракет з касетними бойовими зарядами.
Залежно від становища і поставлених завдань, наступ може вестися на противника: що обороняється, що наступає і противника який відходить. Наступ на противника, котрий обороняється — основний різновид наступального бою. У ньому проводяться вогневе ураження противника з усіх видів зброї, застосування повітряних десантів, перехід в наступ відбувається або з безпосереднього зіткнення з противником або з висуванням із глибини, прорив оборонних позицій, розвиток атаки проводиться в глибину або в боки флангів, шляхом оточення противника, чи у вигляді розтинання його бойового порядку і знищення противника по частинах.
Наступ на противника який іде в напад, ведеться шляхом зустрічного бою. Зустрічний бій виникає, коли обидві сторони прагнуть вирішити поставлені завдання наступом, і вирізняється своєрідними способами ураження противника і завершенням його розгрому атакою мотострілецьких підрозділів. Вирішальну роль у наступі на супротивника що атакує, грає зосередження наступальних сил і наступального натиску. 
Наступ на противника, який відходить, здійснюється головним чином шляхом його переслідування, що поєднує розгром частиною сил підрозділів прикриття противника зі стрімкими діями головних сил по шляхах, якими відступають основні сили противника. У такому наступі важливу роль відіграє перекриття шляхів відступу супротивника, що може досягатися потужним вогнем артилерії і авіації по відповідних шляхах, або якнайбільш швидким їхнім перекриттям передовими мотострілецькими підрозділами котрі встигатимуть досягнути тилів відступаючого противника, чи повітряним десантом.

## Планування наступу
Підготовка наступальної операції танкової армії, зазвичай починалася з миті ухвалення командуванням рішення про необхідність наступу на тому чи іншому відрізку фронту. Весь хід підготовки наступальної операції треба завершити до початку переходу військових підрозділів у наступ, з тим щоб армія перебувала в постійній готовності до виконання плану наступу.
Основними чинниками що здійснюють найістотніший вплив на підготовку наступальних операцій є наявність часу, розташування бойових підрозділів до отримання ними бойового завдання, місце цих підрозділів в оперативній побудові фронту, стан бойових підрозділів у тому числі укомплектованість особовим складом, бойовою технікою і озброєнням, стан техніки, підготовка військ, налагодженість зв'язку частин і штабів, забезпеченість матеріальними засобами.
Підготовка наступальної операції бойових підрозділів охоплює комплекс заходів, що проводяться командуванням, штабами, військами і органами тилу, з організації планування і всебічного забезпечення бойових дій. Основними з них є: ухвалення рішення командувачем військами і постановка завдань підлеглим, планування операції, організація взаємодії і забезпечення, створення потрібних запасів матеріальних засобів, підготовка військ, штабів і бойової техніки, організація пунктів керування і зв'язку. Весь цей великий обсяг роботи проводиться різноманітними методами і в різних формах залежно від певних умов бойової обстановки.
Основою успішного наступу є просте розуміння дій, які повинна робити сторона, що атакує, для здійснення ефективного наступу, зменшуючи природні переваги оборони. Під час первинного планування, треба на основі першочергових цілей наступу, наявних ресурсів і даних розвідки, створити концепцію наступу. Концепція наступу являє собою узагальнене твердження щодо цілей, засобів наступу а також загальний план наступу з указанням приблизного часу його виконання. План наступу (як і його існування) має триматися в суворій таємниці. Раптовість значно збільшує шанси наступальної сторони на успіх. 
Досвід бойових дій свідчить, що для досягнення високої стрімкості і безперервності наступу, командир повинен уміло чергувати дії підрозділів першого, другого ешелонів і резервів, своєчасно нарощувати зусилля для розгрому висунутих резервів противника з глибини, швидко відновлювати боєздатність власних підрозділів, які зазнали втрати від вогневих ударів противника, майстерно проводити маневр вогнем, силами і засобами, діяти відчайдушно, напористо, завзято.

## Здійснення наступу
Існує два основних способи початку наступу — перший із значною "артилерійською підготовкою" і подальшим наступом, тобто наступ якому передує потужний артилерійський обстріл позицій сторони, що обороняється, тож цей варіант є доцільним за глибокої ешелонованої оборони супротивника. Другим способом, є несподіваний наступ на супротивника якому передує повна тиша, отже цей варіант наступу є доцільним якщо виявлено очевидно слабкі місця оборони супротивника. Такий наступ покликаний якомога швидше вдарити ворога у найслабше місце, щоби він не встиг перекинути резерви на відповідну ділянку фронту.
За наявності в обороні противника розривів, проміжків і відкритих флангів наступ може починатися вогневим ураженням противника і спільною атакою різних підрозділів з флангів і тилу, через найслабші місця в обороні противника. В цьому випадку наступ починається на ширшому фронті, ніж при прориві оборони. 
Після початку наступу він безперервно підтримується вогнем артилерії, ударами ракетних частин, вогнем з бойових машин і авіації. Він проводиться стрімко, у високому темпі і безупинно на всю глибину оборони підрозділів першого ешелону противника. Підрозділи, що атакують, із заволодінням опорними пунктами підрозділів першого ешелону противника, не затримуючись, розвивають прорив у боки флангів і в глибину, знищують супротивника і його резерви, в найкоротші терміни опановуючи вогневими позиціями артилерії і захоплюють важливі рубежі і райони в глибині оборони противника. Насамперед захопленню підлягають спеціалізовані укріплення супротивника (ДОТи, ДЗОТи), по-друге штурмуються будівлі зайняті супротивником і легкі польові укріплення. Механізовані підрозділи, які атакували пішим порядком, після знищення противника в районах оборони батальйонів першого ешелону, здійснюють посадку на броньовану військову техніку і стрімко слідом за танками продовжують наступ. Водночас вперед висуваються розвідувальні дозори.
Після завершення наступу, у сторони що наступає, є два основних варіанти подальших дій:
- Невпинно атакувати далі розвиваючи успіх, витісняючи сили противника з подальших територій, не даючи йому організувати оборону.
- Перейти до пасивної оборони очікуючи чергових дій противника. Цей час можна використати для будівництва оборонних позицій.

Разом з тим, після наступу треба проаналізувати проведення і наявні результати наступу, виявити можливі помилки для їхнього недопущення в майбутньому. Дослідити неочікувані сильні і слабкі сторони супротивника, оглянути трофейні озброєння і ресурси ворога. Також після наступу проводиться допит полонених, надається медична допомога всім пораненим незалежно від їхньої військової приналежності. Потрібно пам'ятати що після успішного наступу, на захопленій території можуть залишитися мінування супротивника, а також вороже підпілля, тож у такому разі їх треба виявити і швидко знешкодити. 

## Вживання терміна Офензива
Офензива — це військовий термін, за допомоги якого на теренах України в минулі століття інколи позначали наступ. Цей термін походить від  німецького і австрійського слова Offensive що в перекладі може означати: наступ, наступальний, атака, напад, кривдний, зачіпний. Цей термін з подібним значенням використовується в багатьох європейських мовах наприклад: англійській, французькій, хорватській, польській.
У минулому також вузько використовувався на території Російської імперії. Наприклад, використання цього терміна зафіксовано в збереженому листуванні між Катериною II і Григорієм Потьомкіним. Також цей вислів використовував Олександр Суворов та інші державні діячі часів Російської імперії. Використання цього терміна відбувалося на хвилі поширення іншомовних слів (насамперед французьких) серед російського дворянства. Після  жовтневого перевороту, вживання цього терміна на території Російської Федерації майже припинилося.
За мовною класифікацією цей термін є іменником жіночого роду. Даний термін в Історії України набув популярності як узвичаєна назва деяких наступів українських військ, найвідоміший з них це Чортківська офензива, а також досить відомою є Вовчухівська офензива. Щодо сучасних подій, цей термін не застосовується і вважається застарілим.